# You're So Sweet & I Love You
『You're So Sweet & I Love You』（ユーアー ソー スウィート アンド アイ ラヴ ユー）は、[Champagne]の通算2枚目のシングル。2010年11月24日にRX-RECORDSから発売された。

## 収録曲
- 全曲作詞・作曲：川上洋平

1. You're So Sweet & I Love You
2. Shake Shake Shake